# 侠盗罗宾汉：舍伍德传奇
《罗宾汉：舍伍德传奇》（Robin Hood: The Legend of Sherwood）是一款由遊戲工作室Spellbound Studios于2002年製作的即时策略游戏。故事是以英格蘭的傳說人物羅賓漢為核心，將背景設定在12世纪的英格兰。玩家可以操作最多達五名不同的人物，包括主角羅賓漢與跟隨他的不法之徒們（Merry Men，可直譯「快樂的伙伴們」，但在英語古諺中其實是暗指「不法之徒」之意），包括小約翰（Little John）、修士塔克（Friar Tuck）、威爾·史考利（Will Scarlet）與修女瑪麗安（Maid Marian）。在遊戲中主角們必須想辦法逃避邪惡的諾丁罕郡長（Sheriff of Nottingham）與他手下的追擊，阻止他們謀篡英格蘭王位的陰謀。但是，身為俠盜，羅賓漢在過程中應盡可能避免對敵人使用殺戮的行為，以免導致無法招募其他的隨從角色。

## 参看
- 《盟军敢死队系列》
- 《赏金奇兵系列》
- 《芝加哥1930（英语：Chicago 1930）》
- 《1937特种兵：敌后武工队》
- 《影子战术：将军之刃》